# Кенгуровый прыгун Хирмана
Кенгуровый прыгун Хирмана (лат. Dipodomys heermanni) — вид грызунов из семейства Мешотчатые прыгуны. Эндемик Калифорнии (США), назван в честь Адольфуса Льюиса Хеерманна. Выделяют девять подвидов Dipodomys heermanni: D. h. arenae, D. h. berkeleyensis, D. h. dixoni, D. h. goldmani, D. h. heermanni, D. h. jolonensis, D. h. morroensis, D. h. swarthi, and D. h. tularensis. Зубная формула верх = 1.0.1.3; низ = 1.0.1.3; всего = 20.

## Распространение
С севера на юг от озера Тахо до Point Conception в округе Санта-Банбара, с востока на запад от гор Сьерра-Невада до Тихого океана. Встречаются не выше 3000 футов.

## Размер и плотность популяции
Размер популяции подвержен существенным колебаниям, считается, что на один гектар приходится 5—42 особей.

## Экология и поведение
В спячку не впадают, хотя активность варьируется в зависимости от сезона и времени суток. До 23 часов в сутки проводят в норах, обычно выходя наружу лишь ночью. При этом туман, дождь или яркая полная луна препятствуют их появлению, заставляя оставаться в норе. Используют для строительства нор тоннели, выкопанные другими животными, к примеру, сурками. В норе есть от 1 до 4 дополнительных выходов для бегства хозяина.

## Размножение
Сезон размножения длинный и длится с февраля по октябрь. При этом наиболее активно животные размножаются в апреле, а в июле эта активность падает. Спаривание длится всего несколько секунд.